# Víťaz
Víťaz es un municipio del distrito de Prešov en la región de Prešov, Eslovaquia, con una población estimada a final del año 2024 de 2040 habitantes.
Se encuentra ubicado en el centro-sur de la región, en el valle del río Torysa (cuenca hidrográfica del río Tisza) y cerca de la frontera con la región de Košice.

## Demografía
| Año        | 1994 | 2004    | 2014    | 2024    |
| ---------- | ---- | ------- | ------- | ------- |
| Población  | 1768 | 1937    | 2056    | 2040    |
| Diferencia |      | +9,55 % | +6,14 % | −0,77 % |

| Año        | 2023 | 2024    |
| ---------- | ---- | ------- |
| Población  | 2018 | 2040    |
| Diferencia |      | +1,09 % |